# 博山县 (汉朝)
博山县，中国古县名。
县故城位于今河南省淅川县仓房镇党子口北博山南麓，东临丹江，西接党子口。汉哀帝初封孔光为博山侯，并改顺阳县为博山县，属南阳郡。后汉复曰顺阳。唐时废县。